# 傅長春儲運
傅長春儲運有限公司，簡稱傅長春儲運（英語：POH TIONG CHOON LOGISTICS LTD，SGX：P01）是一家新加坡物流公司，該總部位於新加坡班丹路48號609289（48 Pandan Road Singapore 609289）。

## 历史
在1950年由傅新春創立，該公司前身為「傅长春承包商私人有限公司」。
主要業務經營仓储服务包括装桶的化学制品，室内仓库、露天仓库、库存管理、本地及国际货运管理以及储存和分配装载容器，除此之外，還經營运输服务、重型运输服务、散装装御服务、仓储服务、装桶服務、贸易、租赁、港口代理，以及空运代理。股份在1999年4月29日於新加坡交易所主板上市。招股價為0.19坡元，發行股份為50,000,000股，集資額為9,500,000坡元。
現任董事長及首席執行官傅春安。辦事處包括上海、台北等地區。

## 連結
- PTCLogistics.com.sg （页面存档备份，存于）